# Jan Czesław Bielecki
Jan Czesław Bielecki (ur. 1940 w Łomży), polski działacz polityczny i samorządowy.

## Życiorys
Absolwent Politechniki Szczecińskiej. Pierwszy prezydent Szczecina po upadku Polskiej Rzeczypospolitej Ludowej (18 czerwca 1990 – 11 kwietnia 1991). W latach 1990–1994 był radnym Rady Miasta Szczecina.